# ふじ結び

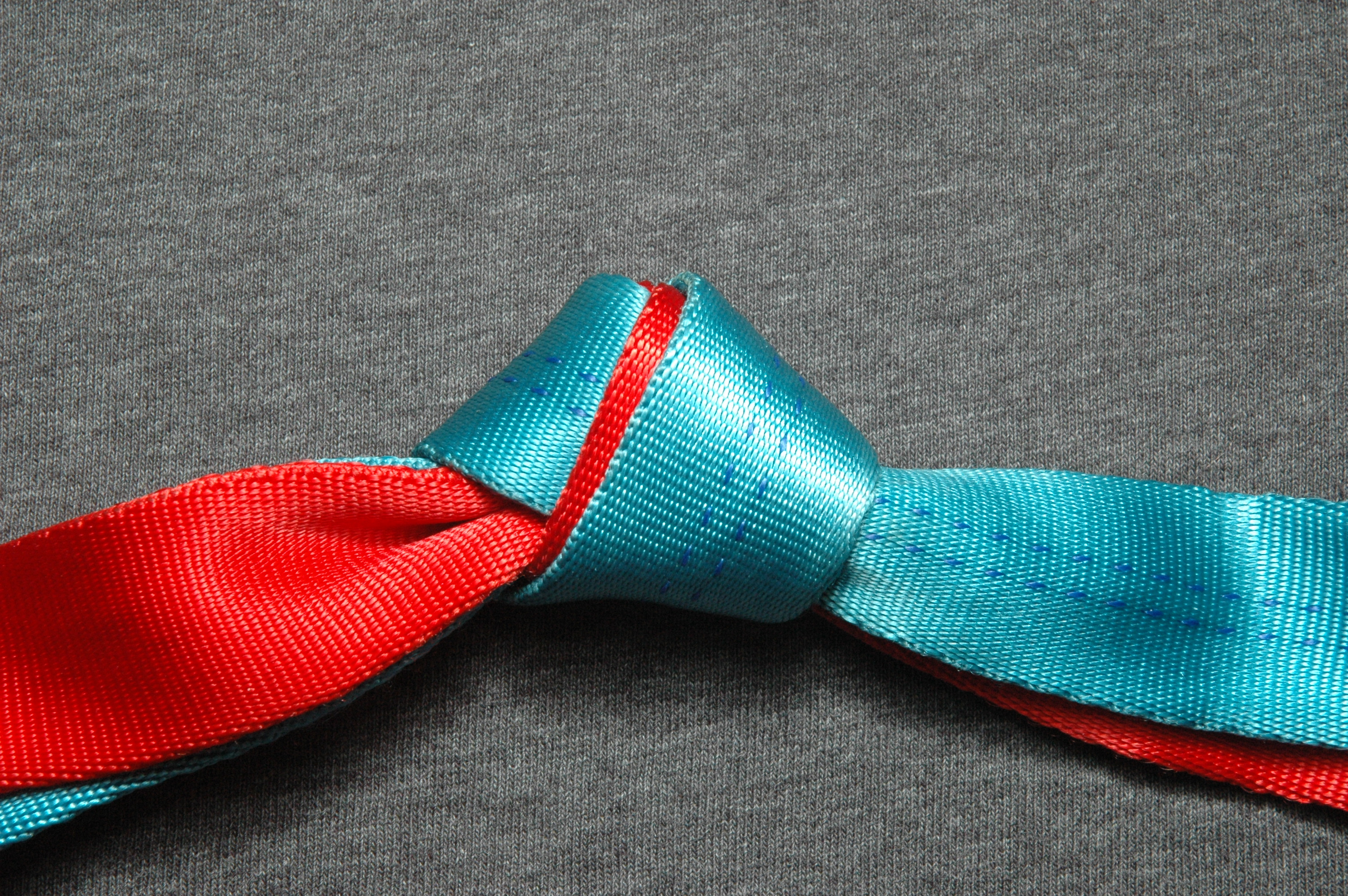
ふじ結び

ふじ結びは、テープの端と端をつなげる結び方のひとつ。名前の由来は、藤棚を結ぶのに使われていたことから。
ほかにも登山関係ではテープ結び（テープ・ノット）やリング・ベンド、釣りの世界ではウォーター・ノットと呼ばれる。ただし、ウォーター・ノットという名前は別の結び目（テグス結び）に対して使われることもある。
この結びは1653年に発行された『釣魚大全』でウォーター・ノットとして紹介されている。

## 結び方
ふじ結びには、以下の3つの結び方がある。

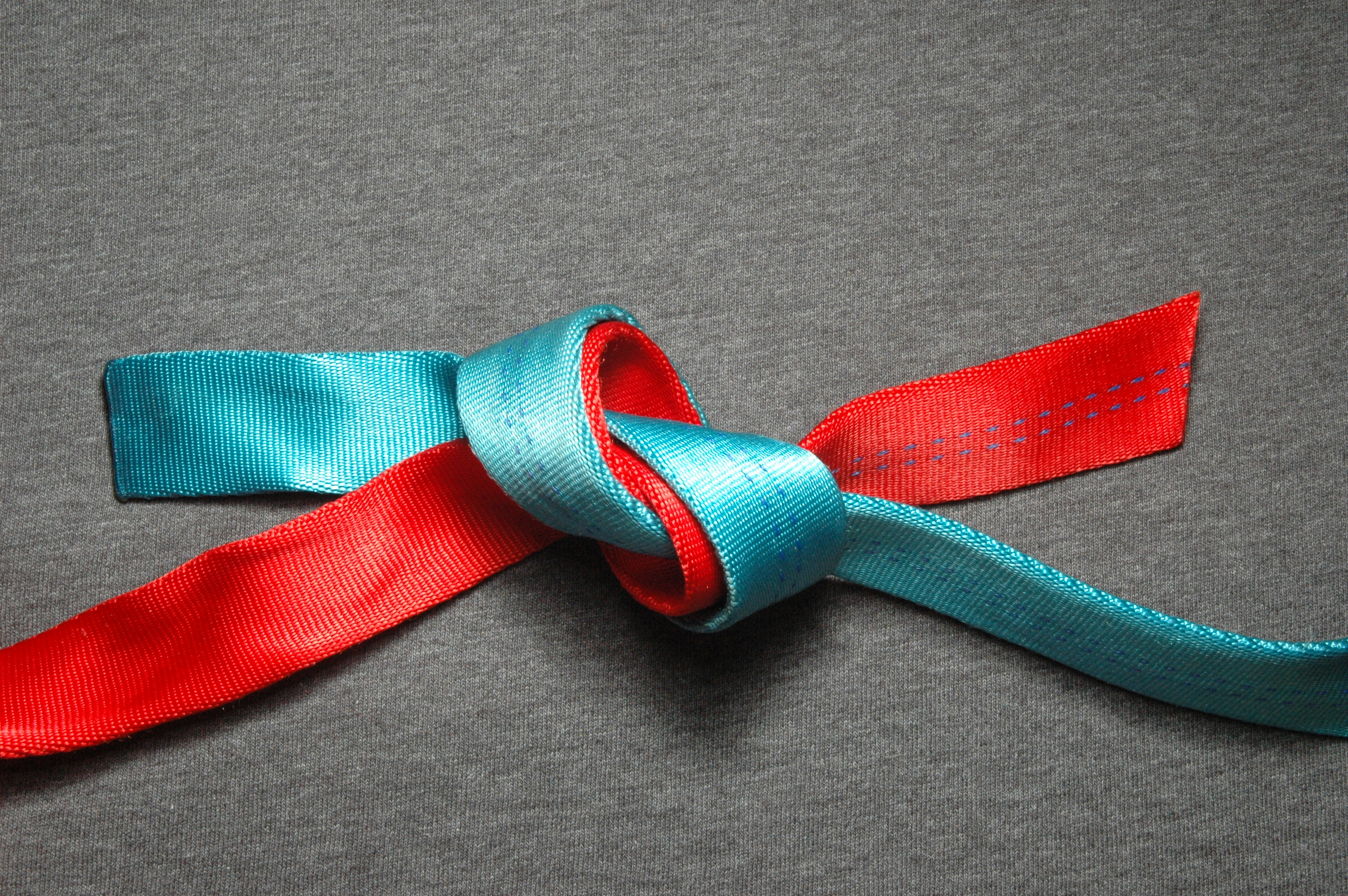
きつく締める前のふじ結び

- テープの端と端を重ね、ねじれができないように注意しながらその部分に止め結びを施す（端同士が結び付けられたことになる）。
- 片方の端に止め結びをつくり、もう片方の端を止め結びの結び目に対して逆向きに辿るように動かして結ぶ。
- 両端を交差させて同時に結ぶ方法。

## 特徴・用途
テープ状のものを結びつける方法なので、丸いロープなどの連結には適さない。両端は長めにとり、十分きつく締めておかないとほどけてしまう場合がある。主にテープの端と端をつなげて輪状にする（テープ・スリングにする）ときなどに利用される。